# Italia en los Juegos Paralímpicos de Roma 1960
Italia estuvo representada en los Juegos Paralímpicos de Roma 1960 por un total de 31 deportistas, 26 hombres y cinco mujeres.

## Medallistas
El equipo paralímpico italiano obtuvo las siguientes medallas:
| Nombre                             | Deporte                    | Evento                                    |
| ---------------------------------- | -------------------------- | ----------------------------------------- |
| Oro                                |                            |                                           |
| Maria Scutti                       | Atletismo                  | Jabalina A femenino                       |
| Maria Scutti                       | Atletismo                  | Jabalina B femenino                       |
| Maria Scutti                       | Atletismo                  | Jabalina de precisión A femenino          |
| Maria Scutti                       | Atletismo                  | Jabalina de precisión B femenino          |
| Maria Scutti                       | Atletismo                  | Jabalina de precisión C femenino          |
| Maria Scutti                       | Atletismo                  | Maza A femenino                           |
| Maria Scutti                       | Atletismo                  | Maza B femenino                           |
| Maria Scutti                       | Atletismo                  | Peso A femenino                           |
| Maria Scutti                       | Atletismo                  | Peso B femenino                           |
| Enzo Santini                       | Atletismo                  | Jabalina B masculino                      |
| Grimaldi                           | Atletismo                  | Jabalina de precisión B masculino         |
| Felice Lenardon                    | Atletismo                  | Jabalina de precisión C masculino         |
| Anna Maria Toso                    | Esgrima en silla de ruedas | Florete individual femenino               |
| Tedone                             | Esgrima en silla de ruedas | Sable individual masculino                |
| Giovanni Ferraris Tedone           | Esgrima en silla de ruedas | Sable por equipos masculino               |
| Anna Maria Toso                    | Natación                   | 25 m braza incompleta clase 2 femenino    |
| Anna Maria Toso                    | Natación                   | 25 m crol incompleto clase 3 femenino     |
| Maria Scutti                       | Natación                   | 50 m braza completa clase 4 femenino      |
| Carlo Jannucci                     | Natación                   | 25 m crol completo clase 2 masculino      |
| Carlo Jannucci                     | Natación                   | 25 m braza completa clase 2 masculino     |
| Renzo Rogo                         | Natación                   | 25 m braza incompleta clase 2 masculino   |
| Renzo Rogo                         | Natación                   | 25 m crol incompleto clase 2 masculino    |
| Enzo Santini                       | Natación                   | 50 m crol incompleto clase 4 masculino    |
| Enzo Santini                       | Natación                   | 50 m espalda incompleta clase 4 masculino |
| Ottavio Moscone                    | Natación                   | 25 m espalda incompleta clase 2 masculino |
| Franco Rossi                       | Natación                   | 50 m braza completa clase 5 masculino     |
| Giovanni Berghella                 | Tenis de mesa              | Individual C masculino                    |
| Giovanni Ferraris Federico Zarilli | Tenis de mesa              | Dobles B masculino                        |
| Franco Rossi Aroldo Ruschioni      | Tenis de mesa              | Dobles C masculino                        |
| Plata                              |                            |                                           |
| Anna Maria Galimberti              | Atletismo                  | Jabalina A femenino                       |
| Anna Maria Galimberti              | Atletismo                  | Maza A femenino                           |
| Anna Maria Galimberti              | Atletismo                  | Peso A femenino                           |
| Anna Maria Galimberti              | Atletismo                  | Peso B femenino                           |
| Felice Lenardon                    | Atletismo                  | Jabalina A masculino                      |
| Felice Lenardon                    | Atletismo                  | Peso A masculino                          |
| Felice Lenardon                    | Atletismo                  | Peso B masculino                          |
| Anna Maria Toso                    | Atletismo                  | Jabalina de precisión A femenino          |
| Anna Maria Toso                    | Atletismo                  | Jabalina de precisión B femenino          |
| Anna Maria Toso                    | Atletismo                  | Jabalina de precisión C femenino          |
| Carmelo Russo                      | Atletismo                  | Jabalina B masculino                      |
| Carmelo Russo                      | Atletismo                  | Maza B masculino                          |
| Enzo Santini                       | Atletismo                  | Pentatlón masculino                       |
| Maria Scutti                       | Esgrima en silla de ruedas | Florete individual femenino               |
| Franco Rossi                       | Esgrima en silla de ruedas | Sable individual masculino                |
| Ottavio Moscone Aroldo Ruschioni   | Esgrima en silla de ruedas | Sable por equipos masculino               |
| Anna Maria Toso                    | Natación                   | 25 m espalda incompleta clase 2 femenino  |
| Maria Scutti                       | Natación                   | 50 m espalda completa clase 4 femenino    |
| Grimaldi                           | Natación                   | 25 m braza incompleta clase 2 masculino   |
| Grimaldi                           | Natación                   | 25 m crol incompleto clase 2 masculino    |
| Girardi                            | Natación                   | 25 m crol incompleto clase 1 masculino    |
| Fontana                            | Natación                   | 25 m crol completo clase 2 masculino      |
| Carlo Jannucci                     | Natación                   | 25 m espalda completa clase 2 masculino   |
| Di Pasquo                          | Natación                   | 50 m braza completa clase 4 masculino     |
| Carfagna                           | Natación                   | 50 m espalda completa clase 5 masculino   |
| Domenico Cascella                  | Tenis de mesa              | Individual A masculino                    |
| Francesco Scalzo                   | Tenis de mesa              | Individual B masculino                    |
| Giovanni Ferraris Federico Zarilli | Tenis de mesa              | Dobles C masculino                        |
| Maria Scutti Anna Maria Toso       | Tenis de mesa              | Dobles B femenino                         |
| Bronce                             |                            |                                           |
| Maria Scutti                       | Atletismo                  | Jabalina C femenino                       |
| Maria Scutti                       | Atletismo                  | Maza C femenino                           |
| Anna Maria Galimberti              | Atletismo                  | Jabalina B femenino                       |
| Anna Maria Galimberti              | Atletismo                  | Maza B femenino                           |
| Anna Maria Toso                    | Atletismo                  | Peso A femenino                           |
| Felice Lenardon                    | Atletismo                  | Jabalina B masculino                      |
| Castelli                           | Atletismo                  | Jabalina de precisión B masculino         |
| Avitabile                          | Atletismo                  | Maza A masculino                          |
| Franco Rossi                       | Atletismo                  | Pentatlón masculino                       |
| Anna Maria Galimberti              | Esgrima en silla de ruedas | Florete individual femenino               |
| Giovanni Ferraris                  | Esgrima en silla de ruedas | Sable individual masculino                |
| Giovanni Berghella Franco Rossi    | Esgrima en silla de ruedas | Sable por equipos masculino               |
| Mazzoni                            | Natación                   | 25 m espalda incompleta clase 2 femenino  |
| Ottavio Moscone                    | Natación                   | 25 m crol incompleto clase 2 masculino    |
| Ottavio Moscone                    | Natación                   | 25 m braza incompleta clase 2 masculino   |
| Fontana                            | Natación                   | 25 m braza completa clase 2 masculino     |
| Pasquarelli                        | Natación                   | 25 m espalda incompleta clase 1 masculino |
| Cipriano Gasperini                 | Natación                   | 50 m braza completa clase 3 masculino     |
| Franco Rossi                       | Natación                   | 50 m crol completo clase 5 masculino      |
| Aroldo Ruschioni                   | Natación                   | 50 m espalda completa clase 3 masculino   |
| Giovanni Ferraris                  | Snooker                    | Paraplejia clase abierta masculino        |
| Anna Maria Toso                    | Tenis de mesa              | Individual B femenino                     |
| Federico Zarilli                   | Tenis de mesa              | Individual B masculino                    |
| Federico Zarilli                   | Tenis de mesa              | Individual C masculino                    |